# Pang Panpan
Pang Panpan (Shijiazhuang, China, 7 de junio de 1988) es una gimnasta artística china, campeona del mundo en 2006 en el concurso por equipos.

## 2006
En el Mundial celebrado en Aarhus consigue la medalla de oro en el concurso por equipos, quedando por delante de las estadounidenses (plata) y rusas (bronce); las otras cinco componentes de su equipo fueron: Zhou Zhuoru, Zhang Nan, Cheng Fei, He Ning y Li Ya.